# Holly Hobbie (Autorin)
Holly Hobbie (geboren 1944 als Denise Holly Ulinskas) ist eine US-amerikanische Autorin und Illustratorin. Sie ist vor allem für die von ihr kreierte gleichnamige Puppe und den damit verbundenen Puppen-Franchise bekannt sowie die Serie Toot & Puddle.

## Leben
Hobbie kommt aus Connecticut. Im Jahr 1964 heiratete sie Douglas Hobby und lebt mit diesem heute in Conway, Massachusetts, USA.
Bekannt wurde Hobbie durch die besonders in den USA populäre Kinderbuchreihe Toot & Puddle (deutscher Titel: Hops & Huper), deren Bücher seit Ende der 1990er Jahre erscheinen. 2006 bis 2009 wurde die Buchreihe auch als Zeichentrickserie adaptiert und lief unter anderem auf Nickelodeon.
Internationale Bekanntheit erlangte Hobbie durch eine Stoffpuppe, die später appellativ Holly Hobbie genannt wurde. Die Stoffpuppe basiert auf einer von Hobbie für Postkarten entworfenen Zeichnung, die von Bob Childers weiterentwickelt wurde. 2018 erhielt die Figur erneute Bekanntheit, als auf dem Streamingdienst Hulu eine Serie mit Holly Hobbie als Hauptcharakter startete.

## Werke

### Toot & Puddle
- Toot & Puddle

- A Present for Toot

- You Are My Sunshine

- Puddle's ABC

- I'll Be Home For Christmas

- Top of the World

- Charming Opal

- The New Friend

- Wish You Were Here

- The One and Only

- Let It Snow

- How Does Your Garden Grow?

### Weitere Werke
- 1976: Holly Hobbie's the night before Christmas

- 1980: The Art of Holly Hobbie

- 2008: Fanny

- 2009: Fanny & Annabelle

- 2010: Everything But The Horse: A Childhood Memory

- 2012: Gem
- 2013: The night before Christmas (Text von Clement Clarke Moore)

- 2017: A Cat named Swan

- 2018: Elmore